# Zara Nelsova

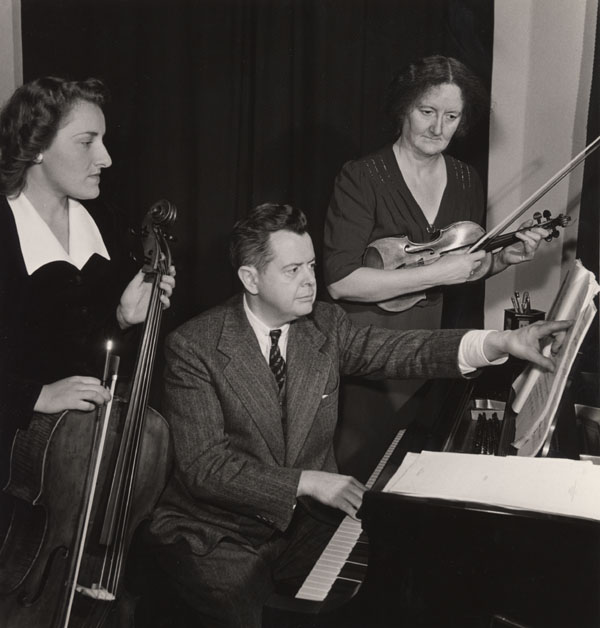
Zara Neslova met Ernest MacMillan en Kathleen Parlow. Samen vormden ze de Canadian Trio.

Zara Nelsova (Winnipeg, 23 december 1918 - New York, 10 oktober 2002) was een Canadese celliste.

## Levensloop
Geboren onder de naam Sara Katznelson had ze ouders van Russisch-Joodse origine. Ze was pas vijf toen ze voor het eerst optrad in Winnipeg. Korte tijd later verhuisde het gezin naar Londen, waar ze studeerde aan de London Cello School.
Ze werd geïntroduceerd bij Pablo Casals, die haar supplementaire lessen gaf. In 1932, toen ze pas dertien was, gaf ze een eerste recital in Londen. Ze speelde ook de solopartij in een concert met Sir Malcolm Sargent en de London Symphony Orchestra. Gedurende de Tweede Wereldoorlog keerde ze naar Canada terug en werd eerste cellist bij de Toronto Symphony Orchestra. In 1942 debuteerde ze met een soloconcert in de Verenigde Staten, meer bepaald in de New Yorkse Town Hall. Van 1942 tot 1944 was ze celliste in de Conservatory String Quartet.
In 1949 keerde ze naar Londen terug en introduceerde er onder meer hedendaags werk van Samuel Barber, Paul Hindemith, Dmitri Shostakovich en Ernest Bloch. In de Proms van 1969 speelde ze in première een concerto van Hugh Wood. Ze promoveerde ook het celloconcerto van Edward Elgar.
In 1955 werd ze Amerikaans staatsburger en speelde met talrijke grote orkesten, onder meer in Boston, Winnipeg, Montreal en New York. Ze toerde ook de wereld rond en in 1966 was ze de eerste Amerikaanse celliste om in de Sovjet-Unie op te treden.
Van 1966 tot 1973 was ze getrouwd met de Amerikaanse pianist Grant Johannesen, met wie ze vaak optrad en opnamen realiseerde.
Ze speelde op een Stradivarius-cello, de "Marquis de Corberon" uit 1726, en op een Giuseppe Antonio Guarneri uit 1735. Van 1962 tot aan haar dood doceerde ze aan de Juilliard School in New York.

## Voetnoten
1. ↑  "Johannesen, Grant," in New Grove Dictionary of Music and Musicians
2. ↑  http://classicalmusicianstoza.blogspot.ca/2014/06/zara-nelsova-canadian-british-cellist.html
3. ↑  Noel Goodwin and Richard Wigmore, "Nelsova, Zara" in New Grove Dictionary of Music and Musicians.

- Bibsys: 6020291
- Bibliothèque nationale de France: cb13927206v (data)
- Gemeinsame Normdatei: 135320135
- International Standard Name Identifier: 0000 0000 7366 2305
- Library of Congress Control Number: no89011002
- MusicBrainz: 3b869652-9c99-4cee-9a3f-3ea1a180ab7f
- Nationale Bibliotheek van Tsjechië: pag2016921144
- Nationale Bibliotheek van Israël: 987007312027405171
- Nationale Bibliotheek van Polen: a0000003621249
- SNAC: w62z1c2x
- Système universitaire de documentation: 085677396
- Virtual International Authority File: 56798760
- WorldCat: E39PBJpPyf8cV6RRT96JTgqYT3